# Mey Alasadi
Mey Alasadi, geboren als Mey Al-Kotob (auch Al-Koutoub) (* 14. Juni 1972 in Beirut), ist eine zwölffache deutsche Karate-Meisterin in der Gewichtsklasse bis 53 kg im DKV. Sie ist Trägerin des 2. Dan Shōtōkan-Karate.

## Leben
In Beirut 1972 geboren, zog Mey Alasadi bereits mit sechs Jahren nach Reutlingen, wo sie auch aufwuchs. Mit 15 Jahren begann sie mit dem Karate-Sport. Bereits nach zwei Jahren wurde sie Deutsche Meisterin im Karate. Zwischen 1990 und 1995 dominierte Alasadi gemeinsam mit ihrer Nationalmannschaftskollegin Saskia Hummel das Frauenkarate im DKV. Anfangs trat sie in der Gewichtsklasse bis 53 kg an, später auch in der All-Kategorie.
Aufgrund ihrer Leistungen holte Bundestrainer Hideo Ochi sie in die deutsche Damen-Karate-Nationalmannschaft. Nach dem Erwerb der deutschen Staatsbürgerschaft konnte sie auch international für Deutschland starten. Von 1990 bis zum Jahr 1997 war sie Mitglied der Nationalmannschaft. In den Jahren 1989, 1990, 1991, 1992, 1993 und 1995 wurde sie jeweils Deutsche Meisterin im Karate.

## Deutsche Meisterschaften
- 14. Oktober 1989 1. Platz Deutsche Meisterschaft der Jugend -51 kg[7] (Mey Al Koutoub)
- 4. November 1990 1. Platz Deutsche Meisterschaft der Junioren – 53 kg (Mey Al Koutoub)
- 4. November 1990 1. Platz – Kumite, Team Frauen-Bundesliga (Reutlingen)
- 9. November 1991 1. Platz – 53 kg Leistungsklasse[8] (Mey Al Koutoub)
- 1991 1. Platz Deutsche Meisterschaft der Junioren -53 kg (Mey Al Koutoub)
- 14. Juni 1992 1. Platz Deutsche Meisterschaft der Junioren -53 kg (Mey Al Koutoub)[9]
- 14. Juni 1992 1. Platz Deutsche Meisterschaft der Junioren All Kategorie (Mey Al Koutoub)
- 1993 1. Platz Kumite, Team Frauen-Bundesliga (Reutlingen)
- 6. November 1993 1. Platz All-Kategorie (offene Klasse) (Mey Al-Kotob)[10][11]
- 17. Juni 1995 1. Platz – 53 kg Leistungsklasse (Mey Asadi)[11]
- 17. Juni 1995 1. Platz All-Kategorie (offene Klasse) Leistungsklasse (Mey Asadi)[11]
- 1996 2. Platz -53 kg Leistungsklasse (Mey Asadi)[11]
- 1996 3. Platz All-Kategorie (offene Klasse) Leistungsklasse (Mey Asadi)[11]
- 2000 3. Platz – 53 kg Leistungsklasse (Mey Asadi)[11]

## Internationale Erfolge
- 1991 1. Platz Mailand Cup Italien
- 1992 1. Platz Mailand Cup Italien